# Coenypha edwardsi
Coenypha edwardsi är en spindelart som först beskrevs av Hercule Nicolet 1849.  Coenypha edwardsi ingår i släktet Coenypha och familjen krabbspindlar. Inga underarter finns listade i Catalogue of Life.